# ريتشارد كولز
ريتشارد كولز (بالإنجليزية: Richard Coles)‏ هو صحفي وقسيس بريطاني، ولد في 26 مارس 1962 في نورثامبتون في المملكة المتحدة.

## وصلات خارجية
- ريتشارد كولز على موقع IMDb (الإنجليزية)
- ريتشارد كولز على موقع ميوزك برينز (الإنجليزية)
- ريتشارد كولز على موقع ديسكوغز (الإنجليزية)
- ريتشارد كولز على موقع قاعدة بيانات الفيلم (الإنجليزية)